# Агент Mail.ru
Агент Мail.ru — программа для мгновенного обмена сообщениями через интернет, развивавшаяся компанией Mail.ru (позже VK) в 2003—2024 годах.
Существовали версии клиента для PC (Windows, Linux (c 2020 года), macOS и веб-агент, не требовавший установки и работавший из браузера), а также для смартфонов и планшетов на операционных системах (Java, Symbian, Bada, Android, iOS, Windows Mobile и Windows Phone).
Программа поддерживала IP-телефонию, видеозвонки, отправку SMS, а также уведомляла о новой почте, пришедшей на серверы Mail.ru. Для пользования требовалась учётная запись в доменах @mail.ru, @inbox.ru, @list.ru, @bk.ru, @internet.ru. Также можно было подключиться с учётной записью электронной почты, привязанной к сервису «VK WorkSpace». Официальный клиент поддерживал протокол ICQ.
Голосовые и видеозвонки другим абонентам Агента были бесплатны, как и исходящие SMS. Тарифицировались звонки на городские и мобильные телефоны сотовых операторов. Работу голосовых сервисов «Агент Mail.ru» обеспечивала компания МТТ.
19 июля 2024 года VK объявила о скором завершении работы Агента Mail.ru, что и произошло 20 августа 2024 года.

## История

### 2004—2011
В 2004 году был представлен первый российский интернет-пейджер «М-Агент».
Мессенджер отличался от аналогов наличием не только смайликов, но и картинок-жестов (после в программе было 30 flash-мультиков, которые можно было отправить другому пользователю), а основной набор функций соответствовал ICQ. «М-Агент» был способен получать извещения о новых письмах (приходящих только на домен mail.ru), отправлять сообщения в офлайн и показывать статус абонентов. Кроме того, пейджер был интегрирован со всеми сервисами Mail.ru, включая службу погоды, чат, интернет-поиск. Программа работала под Windows, Linux и FreeBSD. C другими интернет-пейджерами совместимости не было.

У нас сначала появилась почта, потом программа для мгновенного общения «Mail.ru Агент», потом вышли социальные сети.— генеральный директор Mail.ru Group Дмитрий Гришин в интервью Slon Magazine
Со временем «Агент Mail.ru» стал интегрироваться с другими мессенджерами. По данным американского интернет-провайдера AOL (America Online), которому принадлежала самая популярная система мгновенного обмена сообщениями — ICQ, 40 % российских пользователей «аськи» пользовались не «родной» программой, а совместимыми с ней пейджерами. В числе таких программ — Агент, который имел аудиторию 16 млн (практически все пользователи находились в России). Официально технология ICQ являлась закрытой, и лицензии на неё AOL никогда не продавал. 21 января 2009 года компания отключила чужие клиенты от сети ICQ. Уже на следующий день Mail.ru сообщил о восстановлении поддержки.
Начиная с версии 5.8 (2011) официальный клиент начинает частично поддерживать протокол XMPP (Jabber), таким образом, в одном клиенте стали доступны социальные сети и другие службы обмена мгновенными сообщениями — ВКонтакте, Одноклассники, Facebook, Google Talk, Я.Онлайн, QIP, Живой Журнал (на данный момент «Агент» не поддерживает Jabber-конференции).

#### Покупка ICQ
В середине ноября 2009 года AOL заявил о намерении продать сервис ICQ. Яндекс и ICQ объявили о прекращении сотрудничества. Но Яндекс вошёл в число четырёх главных претендентов на покупку программы, у компании был собственный мессенджер «Яндекс. Онлайн», а также неэксклюзивное — наряду с Rambler — право на распространение брендированной версии ICQ. Среди других претендентов на покупку TechCrunch называли Google, Skype и южноафриканский Naspers (второй по величине совладелец Mail.ru).
В декабре стало известно, что холдинг Digital Sky Technologies (DST), частью которого до 2010 года был Mail.ru Group, ведёт переговоры с AOL о покупке ICQ. Ежемесячная аудитория пользователей ICQ на тот момент была 33 млн человек, на Россию приходилось свыше 8 млн пользователей — это был самый распространённый в Рунете мессенджер.
Аналитики ожидали, что за сервис смогут заплатить до 250 миллионов долларов. В итоге DST приобрёл мессенджер за 187,5 миллиона долларов.

### 2011—2015
В 2011 году Mail.ru Group объявил об интеграции сервисов ICQ и «Агент». Основной платформой должен был стать «Агент Mail.ru». Купив мессенджер, холдинг изменил политику отношений с создателями альтернативных клиентов для «аськи» и открыл протокол для разработчиков, готовых придерживаться определённых правил: их программы должны использовать протокол ICQ в некоммерческих целях и не рассылать спам. В октябре компания реализовала новую функцию одновременного входа под одним аккаунтом с разных устройств.
В 2011 году Mail.ru Group анонсировал сервис микроблогов Futubra, разрабатываемый компанией, который планировали запустить в начале 2012 года. Но возможность публикации коротких, до 160 символов, записей в микроблог существовали в «Моём Мире», «Агенте» и сервисе «Блоги Mail.ru» с 2009 года.
В марте 2013 года в «Веб-Агенте», действующем с 2009, появилась возможность совершать видеозвонки пользователями «Агента».
Осенью 2013 у приложения для Windows обновился дизайн. Переработан дизайн панели звонков на городские и мобильные номера. Появилась синхронизация истории переписки. Приложение получило панель погоды.
В версии для Android, вышедшей весной 2014 года, появились встроенные мобильные игры на HTML5. Летом в сервис была добавлена полная синхронизация истории переписки, а также отменена плата за стикер.
С весны 2015 при вводе некоторых популярных слов и выражений мессенджер подсказывает подходящие стикеры. Для подстановки доступно 500 стикеров, стало возможным удалять неиспользуемые наборы.

### 2016—2023
В 2018 году был полностью отключён старый протокол MRIM, использовавшийся старыми версиями Агента Mail.Ru и множеством сторонних клиентов, из-за чего последние перестали работать.
В 2020 году вместе с выходом обновлённого клиента ICQ New был также обновлён и Агент Mail.Ru, который основан на том же коде, что и ICQ New и повторяет функциональность последнего.

### 2024
26 июня 2024 года VK прекратил работу мессенджера ICQ в связи с высокой конкуренцией с VK Мессенджером и VK WorkSpace. Вместе с этим исчезла и возможность авторизоваться в Агенте Mail.Ru по номеру телефона.

#### Завершение работы сервиса
Примерно через месяц, 19 июля того же года всем пользователям Агента от имени бота «Mail.ru Агент» пришло уведомление о том, что сервис Агент Mail.ru завершит работу 20 августа 2024 года по тем же причинам, по которым была прекращена работа мессенджера ICQ. Вместе с этим, с официального сайта полностью исчезла возможность загрузить мессенджер и появилось уведомление о грядущем завершении работы сервиса.
20 августа 2024 года, сервис «Mail.ru Агент» был полностью остановлен.

## Звонки
Возможность голосового общения (VoIP) в «Агент Mail.ru» появилась летом 2004-го..
«Агент» работал по собственному протоколу, не позволяя обмениваться сообщениями и звонить пользователям других интернет-мессенджеров. Но между собой пользователи могли совершать видеозвонки, звонить на стационарные и мобильные телефоны, отправлять бесплатные SMS. Стоимость минуты разговора, по данным газеты «Ведомости», в 2007 году составляла $0,015, звонок на стационарный телефон в Москве — в $0,03, в Петербурге — в $0,02, в других регионах — в $0,04-0,07.
Mail.ru Group занялась исследованиями в области обработки звука и видео. Компания планировала в начале 2012 года запустить сервис интернет-видеосвязи — аналог Skype. Предполагали, что это будет версия мессенджера «Агент Mail.ru» для мобильных устройств с поддержкой IP-телефонии. Операторы «большой тройки» — (МТС, Билайн и МегаФон) — считали, что этот сервис составит конкуренцию «классическим» голосовым звонкам, они хотели отдельно тарифицировать подобный трафик.
В 2012 компания объявила о выходе новой версии мессенджера «Агент Mail.ru» для Windows, в Mail.ru подчеркнули, что использовали в нём VoIP-«движок» собственной разработки. Компания Spirit, разработчик продуктов для передачи голоса и видео по IP-каналам, заявилa в свою очередь, что «новый движок» Mail.ru базируется на продуктах Google. В Mail.ru наличие «следа Google» подтвердили, указав на сильную переработку кода.
Новый VoIP-движок оптимизировал работу видео и обеспечил более качественное изображение при плохой связи. Помимо этого в обновлении для учётных записей «Агента» появилась синхронизация истории с другими устройствами, где установлена программа. В диалогах и групповых чатах стало возможно отправлять сразу несколько изображений, а в настройках — отрегулировать параметры автосохранения фотографий и видео. Начиная с этой версии, Агент и ICQ для iOS выпускаются на единой платформе.

### Сотрудничество с МТТ
С целью удешевления звонков через мессенджер Mail.ru Group перевела сервис IP-телефонии на сеть оператора международной и междугородной связи МТТ.
Каждый пользователь «Агента» получил уникальный номер МТТ в коде 883140 и может использовать его для звонков. Договорившись с оператором напрямую, Mail.ru смогла обходиться без оператора-посредника, которым в течение четырёх лет выступала компания Sipnet. Кроме того, с 2014 года МТТ предоставляет услугу шифрования переговоров, ведущихся через интернет-каналы.

## Мобильные версии
В июле 2008 года портал Mail.ru за 2 млн $ приобрёл ресурс Smape.com и мобильный ICQ-клиент Sm@per. Smape.com, занимающийся обзорами мобильников, стал базой для создания сервиса Mobile.Mail.ru (сейчас это promopage.mail.ru). Разработчики Sm@per перешли в Mail.ru, на основе ICQ-клиента планировалось разработать мобильную версию мессенджера «Агент Mail.ru». В декабре 2008 года Mail.ru выпустила Агент для смартфонов на Symbian OS.
К 29 июля 2010 года была разработана версия для операционной системы Android.
В начале 2014 года компания Mail.ru Group выпустила новые версии «Агента» и ICQ для платформы Windows Phone с функцией бесплатных видео- и аудиовызовов. Владельцам устройств на платформах iOS и Android данная функция стала доступна раньше. В новой версии для Android, вышедшей в июне того же года, пользователям стали доступны голосовые звонки на городские и мобильные номера.

## Агент для Linux
Официальной версии «Агента» для Linux долгое время не существовало. Для этого нужно было запускать программу с использованием альтернативного WinAPI Wine после установки библиотек Winetricks. В 2020 году, совместно с появлением обновлённого ICQ New, появилась официальная версия «Агента» для Linux, основанная на коде ICQ New. Поддержка Агента также была в некоторых кроссплатформенных IM-клиентах, таких как qutIM и Pidgin (с помощью плагинов mrim-prpl, pidgin-mra) вплоть до отключения поддержки старого протокола MRIM в 2018 году, на котором последние работали. Использование «Агента» в Linux также было возможным через Jabber-транспорт, например, mrim.jabber.ru.

## Статистика
Согласно июньскому отчёту Mail.ru Group в 2011 году, после покупки ICQ число пользователей этой программы составило 30,8 млн пользователей, а в июне 2010 года было порядка 42 млн. Таким образом, за 12 месяцев аудитория мессенджера сократилась более чем на 10 млн.
Аудитория «Агента» в 2011 достигла 21,2 млн (по сравнению с 15,3 млн в 2010).
В 2012 аудитория достигла 22,9 млн ежемесячных пользователей.
За 2013 год мировая аудитория ICQ сократилась на 30,9 % и составила 11 млн человек. Количество россиян, пользовавшихся «аськой», также уменьшилось — с 9,8 млн до 6,7 млн. Мировая аудитория «Агента» успела сократиться на 19 % за год и составила 18,8 млн человек.
В 2013 в онлайн-магазине Google Play появилась версия с поддержкой украинского языка. К тому моменту размер украинской интернет-аудитории достиг 16,3 млн пользователей и вырос на 13 % за год.
По статистике подключений МТТ за 2013 год, интерес к «Агенту Mail.ru» и ICQ проявляли жители Саудовской Аравии, ОАЭ, Египта, Кувейта и Ирака. Одной из причин их интереса к российскому VoIP-сервису называлась политика ряда ближневосточных стран, запрещающих местным жителям пользоваться такими сервисами, как Skype. В то же время в Узбекистане с 10 октября 2014 года отключались голосовые службы Skype, WhatsApp, Viber и «Агент Mail.Ru».
В 2014 году на сайтах российских СМИ был размещён онлайн-опрос (инициированный Skype), какими сервисами для онлайн-общения читатели когда-либо пользовались. На первых трёх позициях оказались Skype (53 %), «Агент Mail.ru» (45,7 %) и ICQ (41 %).
Сейчас в Mail.ru Group действует отдел Instant Messaging — бизнес-направление, объединяющее IM-продукты: ICQ и «Агент Mail.ru». По данным 2014 года, общая ежемесячная аудитория ICQ в России составляет 8,7 млн (в мире — 13,1 млн). «Агентом» ежемесячно пользуются 22,7 млн человек в мире.

### Продолжительность звонков
в 2013 году Gigit.ru приводил данные исследования компании Mail.ru, как устроено общение пользователей мобильного «Агента». У пользователей iOS-устройств голосовой разговор в среднем длится почти на минуту дольше, чем у владельцев Android-устройств — 5 минут 29 секунд. Средняя продолжительность звонков в мессенджере с десктопа составляет примерно 14 минут.

## Критика
«Агент» Mail.ru хвалили за удобный функционал и кросс-платформенность, за наличие версий под разные мобильные устройства; за возможность напрямую передавать файлы собеседнику, минуя файлообменники; за возможность отправлять SMS-сообщения на мобильные номера телефона непосредственно из мессенджера; за возможность синхронизировать и хранить телефонную книгу, и т.п. Многие также хвалили мессенджер за отсутствие рекламы (по сравнению с официальными клиентами ICQ, в половину интерфейса которых демонстрировались неотключаемые баннеры, которые при запуске программы загружалась в первую очередь). Но при этом «Агент» критиковался за нестабильность работы, за повышенные требования к каналу связи для совершения звонков по сравнению со Skype, а также за нестабильную доставку сообщений из социальных сетей.
Начиная с бета-версии 6.0, вышедшей в 2013-м году, стал критиковаться за резкое ухудшение функциональных возможностей и качества, а также за механизм обновления, который привёл к потере баз данных подключённых мессенджеров, не предлагая создания резервных копий последних. Многим пользователям также не понравился и обновлённый дизайн мессенджера, который значительно отличался от дизайна старых версий. В результате чего, множество пользователей продолжало пользоваться предыдущей пятой версией Агента, полностью отключив автообновление. Со временем они начали жаловаться на то, что мессенджер начал обновляться самопроизвольно. Из-за этого мессенджер стал ещё больше терять аудиторию.
Также «Агент» по ошибке критиковался некоторыми пользователями за самовольную установку, путая с другими продуктами Mail.ru, в частности с браузером Амиго, плагином для браузеров Спутник@Mail.ru и Guard@Mail.ru.
Накануне закрытия люди вспоминали мессенджер как с тёплой ностальгией, указывая на то, что в своё время он был наиболее функциональным и удобным; так и с раздражением, упрекая последний в различных недостатках.